# Darrell Hammond
Pour les articles homonymes, voir Hammond.
Darrell Hammond, né le 8 octobre 1955 à Melbourne, Floride (États-Unis), est un acteur américain.

## Biographie
Darrell Hammond intègre l'émission Saturday Night Live en 1995 pour la quitter en 2009, en faisant le membre à la plus importante longévité. Il est notamment connu pour ses imitations du président Bill Clinton, d' Al Gore, de Dick Cheney ou encore Donald Trump. En septembre 2014 il est annoncé qu'il prendra le rôle d'annonceur de l'émission à la suite de la mort de Don Pardo un mois auparavant.

## Filmographie
- 1995 : Saturday Night Live ("Saturday Night Live") (série télévisée) : Various (1995-)
- 1996 : Celtic Pride : Chris McCarthy
- 1998 : Blues Brothers 2000 : Robertson
- 1999 : Le Roi et moi (The King and I) : Master Little (voix)
- 2001 : Sexy Devil
- 2001 : Saturday Night Live: The Best of Molly Shannon (vidéo)
- 2001 : New York, unité spéciale (saison 2, épisode 16) : Ted Bolger
- 2003 : Cody Banks, agent secret (Agent Cody Banks) : Earl
- 2003 : Scary Movie 3 de David Zucker : Père Muldoon
- 2004 : Une journée à New York (New York Minute) : Hudson McGill
- 2005 : Kiss Me Again : Michael
- 2005 : New York, section criminelle (saison 4, épisode 20) : Leonard Timmons
- 2007 : Big Movie : Jack Swallows
- 2008 : Saucisses à tout prix (Wieners) : Dr. Dwayne
- 2017 : Esprits criminels (série télévisée) : Lawrence Coleman (saison 13, épisode 6)